# Ajtónállómester
Az ajtónállómester (magister janitorum), vagy eleinte csőszök ispánja (comes preconum) volt a királyi udvarházak és az udvar csőszeinek – akik ajtónálló és hírvivő feladatokat láttak el – felügyelője. Ő idézte a király elé ércpecsétjével – azaz a király idézőpecsétjével – és országos hírvivő hálózatának segítségével azokat, akikkel a király beszélni akart. Ők hordozták körbe a véres kardot is, amikor hadba hívtak. A Korona és kard legendája szerint a csőszök ispánja figyelmeztette Béla herceget, hogy a kardot válassza I. Endre színe előtt.
A jelenet arra utal, hogy a csőszök ispánja egyben a palotaőrség parancsnoka is volt.
Nyugaton az udvarmester felelt meg ennek a tisztségnek. Ajtónállómesterként a források először 1261-ben említik.
Az ajtónállók, vagyis a királyi testőrök elöljárója volt. Gondoskodnia kellett a királyi lakosztályok és a királyi család biztonságáról.
Werbőczy István meghatározása szerint (Tripartitum I. R. 94. c.) az ország zászlósurainak és kisebb báróinak egyike.
Tagja volt a királyi tanácsnak. Tényleges feladatait az Anjou-kor óta helyettese, általában egyik köznemesi familiárisa látta el, a bárót főajtónállómesternek kezdték hívni, majd tisztsége összeolvadt az udvarmesterével. Tagja volt a Mohács utáni Habsburg udvartartásnak is. 1608-tól feladata volt a rendi országgyűlés rendjének felügyelete is. 1848-ig az országgyűlés felsőtáblájának tagja, majd a második világháború végéig a felsőház tagja volt.

## Csőszök ispánjai
| Név      | Tisztségviselés ideje | Uralkodó neve tisztségviselése idején | Megjegyzés    |
| -------- | --------------------- | ------------------------------------- | ------------- |
| Trisztán | 1250 körül            | IV. Béla                              | Buzád nembeli |

## Árpád-kori ajtónállómesterek
| Név   | Ajtónállómesterség ideje | Ajtónállómestersége alatti uralkodó | Megjegyzés  |
| ----- | ------------------------ | ----------------------------------- | ----------- |
| Tamás | 1261–70                  | IV. Béla                            | Pok nembeli |

## Anjou-kori ajtónállómesterek
| Név                          | Ajtónállómesterség ideje | Ajtónállómestersége alatti uralkodó | Megjegyzés                                                                                       |
| ---------------------------- | ------------------------ | ----------------------------------- | ------------------------------------------------------------------------------------------------ |
| Rátót nembeli Domokos        | 1301                     |                                     | Rátót nemzetség, Porc István fia, a Pásztói család őse                                           |
| I.Miklós Gereven Aba nembeli | 1338–1342                |                                     |                                                                                                  |
| Becsei Töttös                | 1343–1353                | I. Lajos                            | 1342-ben a Léli család befogadja a Becse-Gergely nemzetségbe, előtte köznemes, királyi szerviens |
| Gönyüi Tamás                 | 1353-1358                | I. Lajos                            | Csór nemzetség                                                                                   |
| Gönyüi János                 | 1359–1373                | I. Lajos                            |                                                                                                  |
| Cudar Mihály                 | 1378-1379                | I. Lajos                            |                                                                                                  |
| Cudar István                 | 1380-1381                | I. Lajos                            |                                                                                                  |
| Korógyi István               | 1382                     | I. Lajos                            |                                                                                                  |
| Telegdi Miklós               | 1383-1384                | Mária                               |                                                                                                  |
| Alsáni Pál                   | 1385-1386                | Mária                               |                                                                                                  |

## A vegyesházi királyok ajtónállómesterei
| Név                  | Ajtónállómesterség ideje | Ajtónállómestersége alatti uralkodó | Megjegyzés |
| -------------------- | ------------------------ | ----------------------------------- | --- |
| Jolsvai Leusták      | 1387-1392                | Zsigmond                            | Rátót nb. Dezső-fi Péter fia, Kanizsai János pártfogoltja                                                                          |
| Sárói László         | 1392-1395†               | Zsigmond                            | Lévai Cseh Péter apja |
| Tamási János         | 1409-1416†               | Zsigmond                            | Tamási Henrik apja, Héder nemzetség, a Kőszegiek egyik ágából                                                                      |
| Tamási László        | 1417-1434                | Zsigmond                            | Tamási János fia |
| Tamási Henrik        | 1423-1434                | Zsigmond                            | Tamási János fia |
| Marcali János        | 1436-1437                | Zsigmond                            | Marcali Miklós fia |
| Tamási László        | 1438-1439                | Albert                              | Tamási János fia |
| Tamási Henrik        | 1438-1444                | Albert és I. Ulászló                | Tamási János fia |
| Guthi Országh Mihály | 1453-1458                | V. László                           | Gutkeled nb. |
| Bánffy Pál           | 1456-1458-?              | V. László                           | alsólendvai Bánffy István (fl. 1377-1416), nagybirtokosnak a fia                                                                   |
| Buzlai Mózes         |                          | II. Ulászló                         | Buzlai László fia |
| Geréb Péter          | 1492-1494                | II. Ulászló                         | Geréb János és Szilágyi Zsófia fia, Mátyás király unokatestvére                                                                    |
| Bánffy Miklós        | 1491–1500                | II. Ulászló                         | alsólendvai Bánffy István (fl. 1411-1448) hadvezér, nagybirtokos, valamint nánai és visontai Kompolti Erzsébet (fl. 1452-1458) fia |
| Korlátkői Péter      | 1519-1526†               | II. Lajos                           | |

## Királyi főajtónállók (1526-1848)
Janitorum regalium magistri, Königliche Obersttürhüter
| Név                    | Tisztségviselés ideje                     | Uralkodó neve tisztségviselése idején           | Megjegyzés                      |
| ---------------------- | ----------------------------------------- | ----------------------------------------------- | ------------------------------- |
| Guthi Országh Imre     | 1522-1536†                                | II. Lajos, Szapolyai János, I. Ferdinánd        |                                 |
| ?                      | 1536-1537                                 | Szapolyai János, I. Ferdinánd                   |                                 |
| Tharnóczi Imre         | 1539?-1556                                | Szapolyai János, I. Ferdinánd                   |                                 |
| Bánffy László          | 1556. március 4. - 1573                   | I. Ferdinánd, Miksa                             | alsólindvai gróf                |
| Balassa János          | 1574. április 16. - 1576                  | Miksa                                           | gyarmati                        |
| Révay Mihály           | 1577. március 23. - 1587                  | Rudolf                                          |                                 |
| Révay Ferenc           | 1587. november 12. - 1598                 | Rudolf                                          |                                 |
| Istvánffy Miklós       | 1599. február 5. - 1615†                  | Rudolf, II. Mátyás                              | kisasszonyfalvi                 |
| Pethe László           | 1615. augusztus 15. - 1617. november 17.† | II. Mátyás                                      | hetesi báró                     |
| Alaghy Menyhért        | 1618. július 2. - 1625. november 29.      | II. Ferdinánd                                   | bekényi; utána országbíró       |
| Rákóczi Pál            | 1625. november 29. - 1631. július 24.     | II. Ferdinánd                                   | felsővadászi; utána országbíró  |
| Nyáry István           | 1631. november 27. - 1643†                | II. Ferdinánd, III. Ferdinánd                   | bedeki                          |
| Csáky László           | 1643. június 8. - 1649. október 23.       | III. Ferdinánd                                  | gróf; utána országbíró          |
| Erdődy Gábor           | 1649. november 23. - 1650†                | III. Ferdinánd                                  | monyorókeréki; utána országbíró |
| Pálffy Miklós          | 1650. július 22. - 1662. november 22.     | III. Ferdinánd, I. Lipót                        | erdődi gróf; utána kamarás      |
| Draskovits Miklós      | 1662. november 22. - 1681. december 27.   | I. Lipót                                        | gróf; utána országbíró          |
| Zichy István           | 1681. december 27. - 1690. június 12.     | I. Lipót                                        | koronaőr; utána tárnokmester    |
| Czobor Márk            | 1692. január 24. - 1728. március 1.†      | I. Lipót, I. József, III. Károly                | szentmihályi gróf               |
| Esterházy György       | 1730. április 19. - 1735†                 | III. Károly                                     | galántai gróf                   |
| Pálffy Károly          | 1735. március 4. - 1774†                  | III. Károly, Mária Terézia                      | gróf                            |
| Pálffy (III.) Lipót    | 1777. február 17. - 1799†                 | Mária Terézia, II. József, II. Lipót, I. Ferenc | gróf                            |
| Erdődy József          | 1799. december 13. - 1806                 | I. Ferenc                                       | gróf; utána étekfogó            |
| Nádasdy Mihály         | 1806. szeptember 26. - 1826. június 10.†  | I. Ferenc                                       | gróf                            |
| Esterházy József       | 1827. augusztus 31. - 1830                | I. Ferenc                                       | galántai gróf                   |
| Amadé Antal            | 1830. június 25. - 1834                   | V. Ferdinánd                                    | várkonyi gróf                   |
| Malonyai Nepomuk János | 1835. január 10. - 1837                   | V. Ferdinánd                                    | vicsapi báró                    |
| Zichy Ferenc           | 1838. január 4. - 1848                    | V. Ferdinánd                                    | vázsonykői gróf                 |